# Genocidio libio

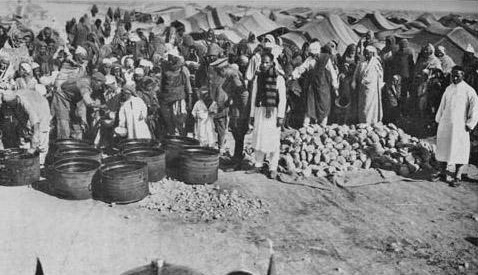
Distribución de sopa en el campo de concentración de Al-Magroon, que albergaba a unos 13.050 prisioneros libios en 1931. Compárese con Enzo Santarelli et al.: Omar al-Mukhtar: La Reconquista Italiana de Libia. Darf, 1986, pág. 100.

El genocidio libio, también conocido en Libia como Shar, fue el genocidio de los árabes libios y la destrucción sistemática de la cultura libia, particularmente durante y después de la Segunda Guerra Ítalo-Senussi entre 1929 y 1934. Durante este período, entre 83.000 y 125.000 libios fueron asesinados por las autoridades coloniales italianas bajo Benito Mussolini. Cerca del 50% de la población de Cirenaica fue asesinada, y la mayoría en campos de concentración, lo que resultó en una disminución de la población de 225.000 a 142.000 civiles. En total, se estima que las muertes de libios durante todo el período colonial italiano fueron mucho mayores: las estimaciones sitúan el número entre 250.000 y 300.000, 500.000 y hasta 750.000.
Este período estuvo marcado por una brutal campaña caracterizada por importantes crímenes de guerra italianos generalizados, incluyendo limpieza étnica, asesinatos en masa, desplazamientos forzados, marchas de la muerte forzadas, colonialismo de colonos, uso de armas químicas, uso de campos de concentración, ejecuciones en masa de civiles y negarse a tomar prisioneros de guerra y, en cambio, ejecutar a los combatientes que se rendían. La población indígena, en particular las tribus nómadas beduinas, enfrentó violencia y represión extremas en un intento de sofocar la resistencia senusi al dominio colonial. El ejército italiano mató a la mitad de la población beduina de Libia entre 1928 y 1932.
El genocidio se basó en un plan colonial racista y fascista para asentar a los campesinos italianos pobres en Libia y aplastar la resistencia de los sanusíes, liderada por Omar al-Mukhtar. Unos 110.000 civiles libios fueron obligados a marchar desde sus hogares hacia el duro desierto libio y luego fueron internados en campos de concentración italianos en Libia. Entre 60.000 y 70.000 habitantes, en su mayoría rurales, entre ellos mujeres y niños, y sus 600.000 animales murieron de enfermedades y de hambre. Rochat estima que entre el 90 y el 95% de las ovejas, cabras y caballos, y posiblemente el 80% del ganado vacuno y camellos, murieron en 1934. El aniquilamiento de animales a un pueblo seminómada condenó a la población a la hambruna.
Las noticias sobre el genocidio fueron fuertemente suprimidas por la Italia fascista y la evidencia fue destruida en gran medida, lo que hizo que los archivos restantes en los campos de concentración italianos en Libia fueran difíciles de encontrar incluso después del fin del régimen fascista en Italia en 1945. El único campo del que se tiene registro de prisioneros es el campo de Swani al-Tariya. Sin embargo, las fosas comunes todavía dan testimonio del genocidio. La historia que los libios registraron en su historia oral árabe ha permanecido oculta e inexplorada de manera sistemática. Como resultado, la colonización italiana y las atrocidades en Etiopía están mejor estudiadas y son más conocidas que los casos libios. No fue hasta 2008 que Italia se disculpó por el asesinato, la destrucción y la represión del pueblo libio durante su colonización de Libia, y afirmó que se trataba de un «reconocimiento completo y moral del daño infligido a Libia por Italia durante la era colonial».
El genocidio libio también tiene un vínculo directo con el Holocausto, ya que los campos de exterminio fueron visitados por dirigentes nazis como Himmler y Goering.

## Etimología
En Libia, la muerte en los campos durante el genocidio se conoce comúnmente como «Shar», una palabra árabe que significa «mal». El término se deriva del Corán, como lo opuesto a bien. Esto se debió principalmente a que los supervivientes del fascismo italiano en los campos de concentración vieron su terrible experiencia como un mal, por lo que identificaron el mal como un término adecuado para describir el horror del genocidio.

## Antecedentes
Durante la invasión italiana de Libia en 1911, los italianos se retrataron como los libertadores de Libia del dominio otomano, ocultando al mismo tiempo cualquier evidencia de campañas de represión y masacres durante la guerra, como las que siguieron a la batalla y masacre de Shar al-Shatt. Por otro lado, los árabes fueron descritos por estos como «bestias» que necesitaban ser civilizadas por los europeos. Tanto los oficiales como los soldados italianos habían declarado que «debemos destruir a los árabes». Los informes oficiales sobre las atrocidades enfatizaron el odio racial, la venganza y los «defectos psicológicos» como sus causas subyacentes. Estos brutales crímenes de guerra italianos en Libia se asociaron principalmente con la era fascista, así como con el régimen liberal italiano, aunque de manera menos sistemática. Al lograr ingresar a Libia, Italia rápidamente inició prácticas racistas y discriminatorias de división de clases, incluida la construcción de campos de concentración, donde aproximadamente 50.000 libios perdieron la vida durante la década de 1930. Libia era de importancia estratégica para Italia, lo que llevó a este último a anexar la primera como su «Cuarta Costa» para permitir a los italianos una zona de ruta comercial ampliada que benefició enormemente a Italia.

## Motivación
La colonización italiana de Libia estuvo motivada por el deseo de competir con otras potencias europeas, que tenían sus propias colonias. Libia fue uno de los últimos países africanos en ser colonizado, junto con Abisinia. Además, Libia era vista como la Cuarta Orilla, el concepto de Mussolini de una Gran Italia que se remonta al Imperio Romano. En otras palabras, Libia era vista como un Estado colonial, similar a la Argelia francesa.
Italo Balbo, mariscal de campo y arquitecto de la colonización, planeaba asentar a 500.000 italianos hacia 1950, particularmente en la región de Al Jabal al Akhdar, desplazando a la población libia local al desierto. Jebel Al-Akthar fue elegido para el asentamiento porque es una región fértil en un lugar que de otro modo sería seco, lo que proporciona condiciones para la agricultura.

## Campos de exterminio
El Estado colonial gastó 13 millones de liras italianas en la construcción de los campos. Había más de 16 campos importantes, siendo los más importantes Agaila, Slug, Braiga y Magrun, donde estaban internados el 65% de los deportados. El historiador Ali Abdullatif Ahmida sitúa el número de internados, en su estimación más baja, en 110.000 y el número de muertos en 60.000. El historiador libio al-Barghathi sitúa el número de muertos en un nivel más elevado: entre 50.000 y 70.000.
El antropólogo británico Evans-Pritchard escribió: «En este desolado país, en el verano de 1930, 80.000 hombres, mujeres y niños, y 600.000 animales fueron arreados en los campos más pequeños posibles. Hambre, enfermedades y corazones destrozados se cobraron un alto precio entre la población encarcelada. Los beduinos murieron en jaulas. Las pérdidas de ganado también fueron grandes, ya que las bestias no tenían suficiente pasto cerca de los campamentos para sustentar su vida, y los rebaños, ya diezmados en los combates, están casi aniquilados por los campos».
El campo de concentración de Braiga albergaba a 30.000 personas. De los 30.000, apenas 13.000 salieron vivos en 1934, según fuentes árabes libias. La mayoría de los internados procedían de las tribus 'Abaidat y Magharba.
El de Agaila fue el más brutal, construido especialmente para las familias de los rebeldes. Las principales tribus enviadas aquí fueron las tribus Awaqir, Mnifa, Masamir, Qut'an y Abadlla. Registros árabes afirman que el número total de internados fue de 20.000, y sólo un tercio de ellos sobrevivió a la terrible experiencia en 1934.
Fue en el campo de Slug donde Omar al-Mukhtar fue ahorcado frente a 20.000 civiles internados, para enviar un mensaje a los nativos, el 11 de septiembre de 1931. Hoy se encuentra allí un santuario para conmemorarlo, después de que un libio localizara su cuerpo al presenciar el entierro secreto de al-Mukhtar por parte de los italianos después de su asesinato.
En el campo de Magrun se internó a 18.000 personas de las tribus Bra'sa, Dressa y 'Urufa. Según fuentes libias, sólo la mitad de los encarcelados seguían con vida en 1934. Los internados se vieron obligados a caminar cientos de kilómetros desde Toubruq hasta Susa y luego hasta Magrun. En el campo de concentración de Magrun se instaló una «escuela» para que los padres inscribieran a sus hijos. Se incentivó a los padres a entregar a sus hijos para que les proporcionaran comida, una elección que muchos tomaron durante la hambruna. Miles de estos niños se convirtieron en soldados coloniales y fueron utilizados por el ejército colonial para luchar como mano de obra barata en la invasión de Etiopía en 1935. El número de estos jóvenes soldados comenzó en 12.000 y había aumentado a 40.000 en 1940 cuando fueron enviados a luchar en una de las principales batallas de la Segunda Guerra Mundial a lo largo de la frontera entre Libia y Egipto.
El campo de Swani al-Tariya es el más documentado históricamente, con un registro de 70 páginas que detalla los nombres de los civiles internados. Más de 500 familias fueron internadas aquí y la mayoría eran de las tribus 'Urufa, Dressa, Fuwakhir y Bra'sa.

## Genocidio
El 20 de junio de 1930, el militar italiano Pietro Badoglio pidió la aniquilación de toda la población de Cirenaica y escribió al general Rodolfo Graziani: «En cuanto a la estrategia global, es necesario crear una separación significativa y clara entre la población controlada y la formaciones rebeldes. No oculto el significado y la gravedad de esta medida, que podría ser la ruina de la población sometida... Pero ahora el rumbo está fijado y debemos llevarlo a cabo hasta el final, incluso si toda la población de Cirenaica debe perecer».
Según Melvin Page y Penny Sonneberg, Benito Mussolini fue el responsable último de «meter a 80.000 libios en campos de concentración, bloquear y envenenar pozos, construir una red de guarniciones en zonas conflictivas, bombardear pueblos con gas mostaza, matar y confiscar a cientos de miles de ovejas y camellos, y la construcción de una valla de alambre de púas de 200 millas entre Libia y Egipto para impedir el cruce fronterizo de los rebeldes».
En 1931, más de la mitad de la población de Cirenaica estaba confinada en 15 campos de concentración italianos, donde muchos murieron como resultado del hacinamiento, la falta de agua, alimentos y medicinas. El gobierno italiano utilizó gas venenoso en violación del Protocolo de Ginebra de 1925 contra la guerra química y biológica. Badoglio hizo que la Fuerza Aérea utilizara guerra química contra los rebeldes beduinos en el desierto. Esto provocó que el estilo de vida nómada de los beduinos disminuyera. Cirenaica tenía una población de aproximadamente 200.000 habitantes en 1911 durante el período otomano, sin embargo, disminuyó a 142.000 en 1931, con 40.000 muertos y 20.000 exiliados en Egipto. El historiador israelí Ilan Pappé estima que entre 1928 y 1932 el ejército italiano «mató a la mitad de la población beduina (directamente o mediante enfermedades y hambre en los campos)». Las autoridades coloniales italianas cometieron limpieza étnica al expulsar por la fuerza a 100.000 beduinos del este de Libia, la mitad de la población de Cirenaica, de sus asentamientos que fueron entregados a colonos italianos. Menos de 40.000 supervivientes libios abandonaron los campos de refugiados italianos tras su liberación en 1934.
La matanza intencional de ganado para una población seminómada fue especialmente destructiva. El general Graziani, acusado de crímenes de guerra pero nunca procesado, se jactó de esta destrucción en el este de Libia. Admitió que el ganado de Barqa se redujo a un punto crítico que requirió la importación de 160.000 animales del oeste de Libia en 1933-1934.
|                 | 1910    | 1936   | 1933   |
| --------------- | ------- | ------ | ------ |
| Ovejas y cabras | 126.000 | 80.000 | 22.000 |
| Camellos        | 83.000  | 75.000 | 2.600  |
| Caballos        | 27.000  | 14.000 | 1.000  |
| Ganado          | 23.000  | 10.000 | 2.000  |

## Vínculos con el Holocausto
Existe una amplia conexión directa entre el genocidio libio y el Holocausto. Las publicaciones en árabe patrocinadas por Italia, en particular Libya al-Musawara, y las películas del período colonial indican numerosas visitas a Libia de funcionarios de la Alemania nazi. El historiador Ali Abdullatif Ahmida afirmó que la violencia extrema llevada a cabo contra los libios por los fascistas italianos sirvió de modelo para las atrocidades que los alemanes nazis cometieron más tarde en Europa.
En abril de 1939, el mariscal de campo alemán nazi Hermann Göring realizó una visita oficial a Trípoli, donde mantuvo conversaciones con el gobernador general colonial italiano de Libia, Italo Balbo. Al presenciar la limpieza de los indignados y el asentamiento de 20.000 campesinos italianos, describió el proceso como «exitoso», un tema clave para los líderes nazis que tenían un plan para asentar a 15 millones de alemanes en Europa del Este. Más tarde, Hermann Göring estaría a cargo del primer campo de concentración del Holocausto.
También en 1939, Heinrich Himmler, jefe de las SS y arquitecto detrás de los campos de concentración, también realizó una visita oficial a Libia para presenciar los resultados de los métodos italianos. Se le atribuye la concepción de la idea de la solución final.
El historiador Patrick Bernhard señala que el comisariado nazi organizó programas especiales para visitar la colonia libia. En 1937 y 1938 visitaron Trípoli altos líderes nazis como Robert Ley, Rudolf Hess, el jefe de las SS Heinrich Himmler y el mariscal Hermann Göring. Esto llevó a la firma de un acuerdo para formar a 150 oficiales de las SS en la Escuela Colonial Italiana de Tívoli o Roma en 1937. Además, los funcionarios estatales alemanes comenzaron un programa activo de trabajo de campo, examinando la experiencia colonial italiana, contactando a funcionarios italianos y realizando visitas de trabajo de campo a Italia y la colonia de Libia entre 1938 y 1941, y durante este tiempo se publicaron numerosos libros y artículos de prensa alemanes.
Tras el genocidio (1929-1934), se construyeron 40 aldeas, con la ayuda de científicos, geólogos y agrónomos, para los colonos italianos. El plan era la llegada de 20.000 colonos italianos el 28 de octubre de 1938, que se instalarían en Libia y se les entregarían las tierras robadas a los nativos. Muchos altos funcionarios alemanes, incluido el agregado laboral alemán en Roma, fueron invitados a viajar en los barcos que transportaban colonos con tremenda fanfarria y propaganda por parte del estado fascista italiano.

## Número de muertos
Durante la administración aliada de Libia antes de la independencia, las Naciones Unidas estimaron que entre 250.000 y 300.000 nativos libios murieron bajo el dominio italiano entre 1912 y 1942. Después de llegar al poder en Libia en 1969, Muammar Gaddafi afirmó que la mitad de la población total de Libia había muerto durante el colonialismo italiano, lo que ascendía a 750.000 libios.  Según el historiador Denis Mack Smith, alrededor de 20.000 libios murieron en campos de concentración, y quizás 100.000 beduinos nómadas (la mitad de la población beduina) murieron en total. El escritor Ali Abdullatif Ahmida estima que 500.000 libios fueron asesinados de una población total de 1.500.000.
No se puede determinar el número exacto de víctimas del genocidio porque en los archivos italianos quedan muy pocos documentos sobre las marchas de la muerte y los campos de concentración. Esto se debe al hecho de que las autoridades coloniales italianas destruyeron en gran medida las pruebas sobre el genocidio. Además, el Estado italiano suprimió en gran medida las noticias sobre genocidio.

## Repercusión histórica
Hannah Arendt sería la primera pensadora notable en establecer un vínculo entre el genocidio colonial en África y el Holocausto, describiendo los abusos durante la Lucha por África: «Algunos aspectos fundamentales de esta época parecen tan cercanos a los fenómenos totalitarios del siglo XX que puede ser justificable considerar todo el período como una etapa preparatoria para catástrofes venideras». Aunque el enfoque de Arendt se centró principalmente en el Congo Belga, es esta idea la que ha sido seguida en estudios recientes como en Genocide in Libya: Shar, una historia colonial oculta de Ali Abdullatif Ahmida y Patrick Bernhard en Préstamo de Mussolini: las aspiraciones coloniales de la Alemania nazi a la sombra de la expansión italiana.
El politólogo estadounidense Noam Chomsky apoyó esta hipótesis y, al examinar los estudios recientes, dijo: «Este estudio impactante, basado en una erudición notable, no sólo saca a la luz las políticas genocidas del Estado fascista italiano, largamente reprimidas, sino que también conduce a un replanteamiento serio de cómo se interpreta la historia colonial y de los orígenes de los horrendos crímenes nazis».